# Save the Last Dance
Save the Last Dance (engl. „Den letzten Tanz heb für mich auf“) ist ein US-amerikanischer Tanz- und Liebesfilm aus dem Jahr 2001. Regie führte Thomas Carter, produziert wurde der Film von MTV Films.

## Handlung
Die 18-jährige Sara Johnson möchte Balletttänzerin werden. Doch während sie für die Aufnahme auf eine entsprechende Schule vortanzt, verunglückt ihre Mutter auf dem Weg zum Vortanzen tödlich. Sara ist fortan von Schuldgefühlen geplagt und hängt die Ballettschuhe an den Nagel.
In ihrem neuen Zuhause bei ihrem Vater Roy, zu dem sie seit Jahren keinen Kontakt hatte, fühlt sie sich nicht wohl. Es liegt in der von Afroamerikanern dominierten und von sozialen Konflikten gebrandmarkten South Side Chicagos. Als eine der wenigen Weißen auf der High School ist sie Anfeindungen und Vorurteilen ausgesetzt. Doch mit Chenille Reynolds und deren Bruder Derek lernt sie schnell neue Freunde kennen. Derek ist einer der wenigen hoffnungsvollen Schüler des Viertels und möchte Kinderarzt werden. Auf dem Weg dorthin kommt ihm aber immer wieder seine Vergangenheit in der Bande des brutalen Malakai dazwischen.
Sara versucht ihm zu zeigen, dass er dessen Freundschaft nicht nötig hat, während Derek sie in die Welt des Hip-Hop einführt und ihre Leidenschaft für das Tanzen neu entfacht. Sie werden ein Paar, doch ihre Beziehung wird aufgrund der ethnischen Gegensätze immer wieder auf die Probe gestellt. Gegen Ende des Filmes muss sich Derek entscheiden, ob er gemeinsam mit Malakai an einem Drive-by-Shooting mitmachen will, und entscheidet sich schließlich dagegen.
Währenddessen nimmt Sara erneut an einem Vortanzen für die Juilliard School teil. Derek schafft es gerade noch rechtzeitig, dem Vortanzen beizuwohnen, während das Drive-By blutig endet.
Sara wird schließlich an der Juilliard angenommen.

## Kritiken
Jessica Winter kritisierte in der Village Voice vom 10.–16. Januar 2001 die mangelnde Stringenz der Handlung, bezeichnete die Hauptdarsteller jedoch als „charismatisch“.

## Auszeichnungen
Die Hauptdarsteller Julia Stiles und Sean Patrick Thomas gewannen den MTV Movie Award 2001 in der Kategorie „Bester Filmkuss“, Thomas darüber hinaus in der Kategorie „Bester Newcomer“.
Stiles gewann den Teen Choice Award als beste Schauspielerin und zusammen mit Bianca Lawson für die beste Kampfszene. Kerry Washington gewann einen Preis für ihren filmischen Durchbruch.
Die Deutsche Film- und Medienbewertung FBW in Wiesbaden verlieh dem Film das Prädikat wertvoll.

## Hintergründe
Die Produktionskosten betrugen schätzungsweise 13 Millionen US-Dollar. Der Film spielte in den Kinos der USA ca. 91,0 Millionen US-Dollar ein. In Deutschland wurden über 1,3 Millionen Kinobesucher gezählt.
2006 wurde der Film Save the Last Dance 2 produziert, in Deutschland erschien er am 6. September 2007 auf DVD.